# Løgismose (sædegård)
 For alternative betydninger, se Løgismose. (Se også artikler, som begynder med Løgismose)
Løgismose er en gammel sædegård, den nævnes første gang i 1333. Løgismose ligger i Hårby Sogn, Assens Kommune. Hovedbygningen er opført i 1575 og ombygget i 1640-1644-1726-1826-1883. Gennem århundreder var Løgismose en splittet herregård, hvor søskende og slægter delte ejerskabet.
Løgismose Gods er på 209 hektar

## Ejere af Løgismose
- (1330-1333) Jens Ingialdsen Revel
- (1333-1350) Peder Rytze
- (1350-1385) Peder Basse
- (1385-1392) Jens Pedersen Basse
- (1392-1410) Erik Sehested / Hartvig Sehested
- (1410-1435) Jens Pedersen Panter
- (1435-1440) Eiler Hardenberg
- (1440-1460) Engelbrecht Albrechtsen Bydelsbak
- (1460-1470) Jacob Hardenberg / Albrecht Bydelsbak / Grethe Bydelsbak
- (1470-1495) Claus Bryske
- (1495-1536) Mogens Gjøe
- (1536) Mette Mogensdatter Gjøe gift Oxe
- (1536-1569) Mouris Olufsen Krognos / Johan Oxe
- (1569-1571) Peder Oxe
- (1571-1590) Peder Oxe / Mette Rosenkrantz gift Oxe
- (1590-1593) Inger Oxe / Sidsel Oxe
- (1593-1609) Johan Rud
- (1609-1614) Erik Jensen Bille
- (1614-1656) Anders Eriksen Bille
- (1656-1667) Sophie Rosenkrantz gift Bille
- (1667-1670) Slægten Bille
- (1670-1694) Anders Eriksen Bille
- (1694-1704) Adam Frederik Trampe
- (1704-1734) Sophie Amalie Cortsdatter Adeler gift Trampe
- (1734-1735) Conrad Adamsen Trampe
- (1735-1736) Sophie Hedvig Adamsdatter Trampe / Frederikke Louise Adamsdatter Trampe
- (1736-1743) Frederikke Louise Adamsdatter Trampe
- (1743-1780) Sophie Hedvig Adamsdatter Trampe
- (1780-1800) Adam Frederik greve Trampe
- (1800-1809) Hans Frederik Uldall
- (1809-1824) Johannes Smith
- (1824-1831) R. Smith / F. L. Smith
- (1831-1851) Christen Hansen
- (1851) J. Th. Pedersen
- (1851-1880) Hans Hansen
- (1880-1883) Hans Hansen
- (1883-1886) V. J. N. Sønnichsen
- (1886-1895) Hans Hansen
- (1895-1915) Hans Slott Steensen
- (1915-1923) Enke Fru Steensen
- (1923-1944) J. Jessen
- (1944-1947) Niels Bukh
- (1947-1953) C. Christfort
- (1953-1965) Simon P. Korshøj / Erik Korshøj / Ejnar Ørnsholt
- (1965) Simon P. Korshøj
- (1965-1996) Sven Grønlykke ejer af ASA Film 1964-1972
- (1996-) Jeppe A. Grønlykke